# Општина Плугари (Јаши)
Плугари (рум. Plugari) општина је у Румунији у округу Јаши.
Oпштина се налази на надморској висини од 90 m.